# Генерал Том-Там
Генера́л Том-Там (англ. General Tom Thumb — Генерал Мальчик-с-пальчик; настоящее имя Чарлз Ше́рвуд Стрэ́ттон [Стра́ттон], англ. Charles Sherwood Stratton; 1838, Бриджпорт, Коннектикут, США — 1883, там же) — карлик, получивший широкую известность в качестве актёра, выступая в цирке Финеаса Барнума.

## Биография
Родился в Бриджпорте, штат Коннектикут, США. Его родители были среднего роста. Сам Чарлз при рождении был крупным ребёнком (весил 4,3 кг), но прекратил расти в возрасте шести месяцев и остался высотой в 0,64 м до подросткового возраста, когда снова начал расти и подрос к 18 годам до 0,89 м. В возрасте пяти лет был нанят Барнумом для показа в передвижных выставках и представлениях своего музея. Именно Барнум научил его петь, танцевать, разыгрывать пантомимы. В этом же возрасте Стрэттон совершил первое турне по Америке с цирком Барнума, представая перед публикой в различных образах, в том числе Амура и Наполеона Бонапарта; эти представления имели необыкновенный успех, и генерал Том-Там, как его стали называть, вскоре обрёл известность и за пределами США, так как всего через год отправился в турне по Европе.
В 1863 году Стрэттон женился на Лавинии Уоррен, карлице из цирка Барнума; церемония прошла в Епископальной церкви Нью-Йорка. После этого он ещё много гастролировал по Америке, Европе и даже Японии. Благодаря своим выступлениям Стрэттон стал весьма богатым человеком, владел домом и яхтой, а когда у его бывшего хозяина Барнума начались финансовые трудности, спас его от разорения, став деловым партнёром. Свой последний тур с выступлениями он совершил по Англии в 1878 году. Умер от инсульта в 1883 году в возрасте 45 лет. На его торжественных похоронах присутствовало более 10 тыс. человек.